# Вињуи (Белуно)
Вињуи је насеље у Италији у округу Белуно, региону Венето.
Према процени из 2011. у насељу је живело 207 становника. Насеље се налази на надморској висини од 505 м.